# Štola Prokop (Stříbro)
Štola Prokop neboli Královská Prokopská dědičná štola, někdy podle místního dolu a hutě zvaná též Brokárna, se nachází ve městě Stříbro v okrese Tachov v Plzeňském kraji. Hornická činnost byla v této lokalitě ukončena v roce 1966, v celém někdejším stříbrském revíru pak v roce 1975. Na počátku 21. století vznikl ve Stříbře Hornický spolek, jehož členové postupně zpřístupnili návštěvníkům podzemní prostory Prokopské štoly. Prohlídka štoly Prokop je součástí zdejšího hornického skanzenu s venkovní expozicí důlní techniky, který byl otevřen 10. září 2005.

## Geografická poloha a geologie
Vstup do štoly Prokop a hornický skanzen leží na pozemcích města v údolí na pravém břehu řeky Mže, asi 200 metrů vzdušnou čarou směrem na jihovýchod od Masarykova náměstí. Vstup do štoly je pod tělesem hlavní železniční tratě Plzeň - Cheb, na úpatí západního svahu Křížového vrchu (472 m n. m.), jehož masív je protkán desítkami kilometrů důlních děl.

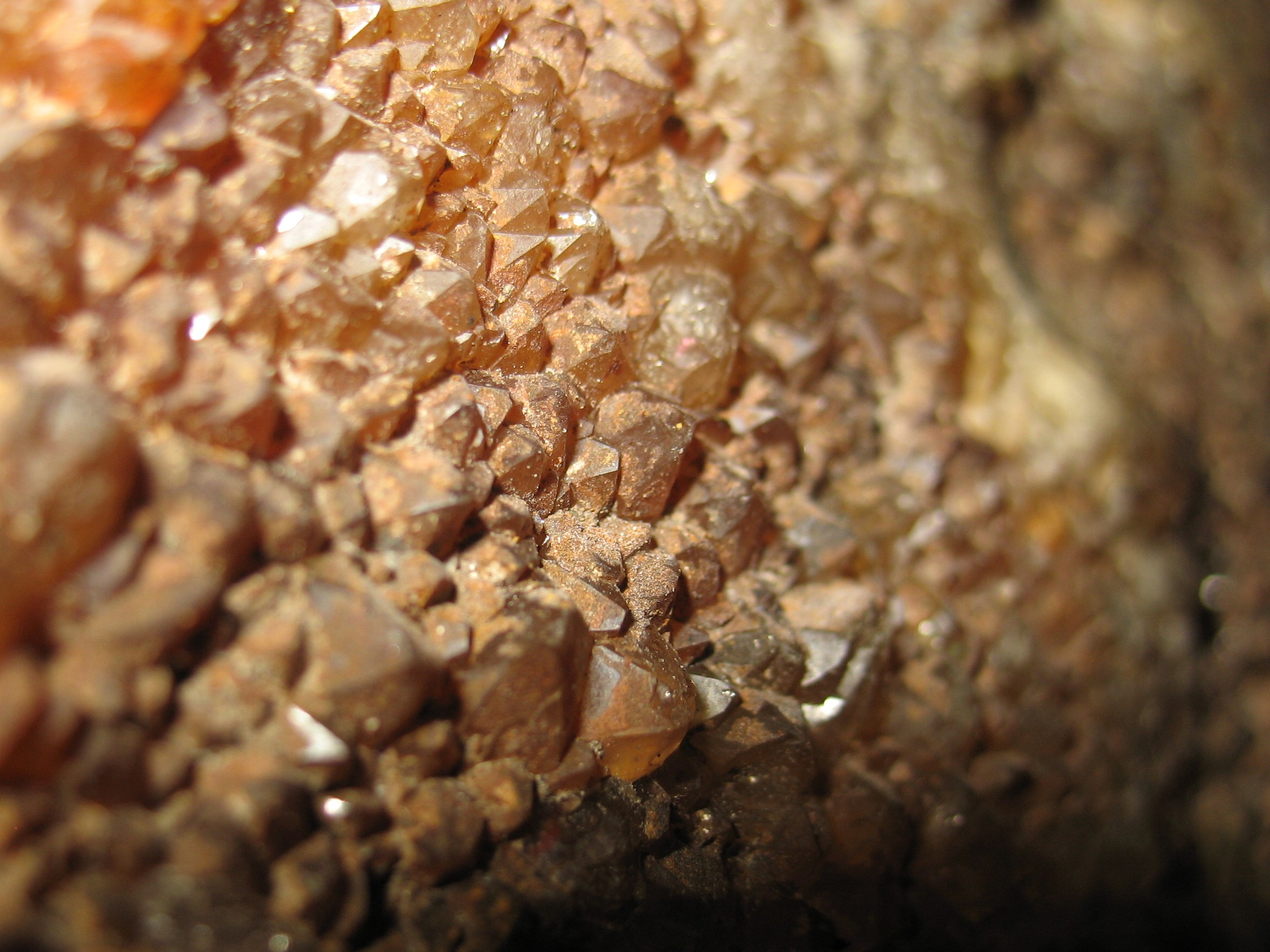
Krystaly křemene na stěně štoly

Několik set metrů proti proudu řeky se nacházejí ještě štoly Svatá Barbora a Gottwill, dále po proudu pak štoly Horní Marie, Michael, Maria Heimsuchung a další.
Z geologického hlediska se důlní díla stříbrského revíru vesměs nacházejí v horninách neoproterozoického stáří (nejmladší éra proterozoika neboli starohor, období před cca 541 milióny až jednou miliardou let), které jsou nositeli zdejších rudních žil. Mezi nejčastěji se vyskytujícími zdejšími minerály můžeme jmenovat galenit, který je zdrojem olova, dále sfalerit, kalcit, křemen, cerusit, pyromorfit a jiné.

## Historie
První písemná zmínka o štole Prokop je z roku 1513. V 2. knize Registru o vydání a příjmech hor olověných u Stříbra je zaznamenáno, že onoho roku "počal Kašpar se svými podílníky razit hlubokou dědičnou štolu z důvodu odvodnění stávajících i budoucích hornických děl v prostoru rudní žíly Reichen Seegen (Bohaté požehnání)".

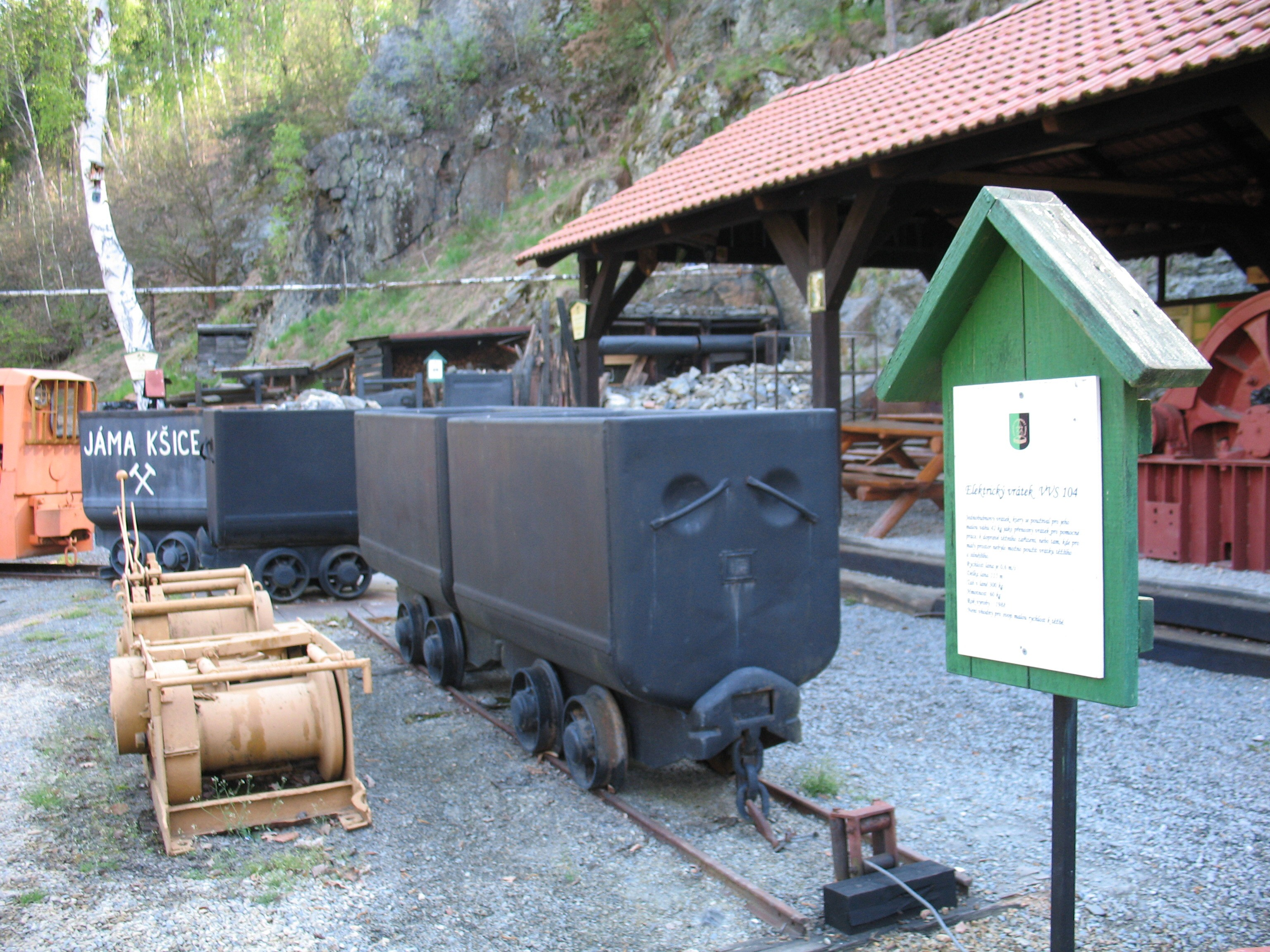
Hornický skanzen u vstupu do štoly

V roce 1743, kdy ji převzal rakouský stát, byla štola přejmenována na C.k. Prokopi Erbstollen. Štola byla v té době cca 2 500 metrů dlouhá, přičemž 340 m od vchodu byla hlavní těžební jáma Göppelschacht. V letech 1796 - 1820 bylo v náhonové komoře postaveno kolo vodotěžního stroje, aby bylo možno těžit rudní žíly pod úrovní dědičné štoly a řeky Mže. Pomocí překopů č. I a II byly těžbě zpřístupněny další žíly a štola byla propojena se systémem žíly Langenzug. Mocnost této 2,4 km dlouhé žíly byla až 6 metrů. V roce 1863 prodal rakouský stát toto důlní dílo třem soukromým těžařstvím za 16 800 rakouských zlatých.
Ve 20. století byla těžba několikrát obnovena a poté opět ukončena. O možnost převzetí těžby se v roce 1937 zajímala i firma Baťa, avšak tyto snahy ukončila Mnichovská dohoda v roce 1938. Po druhé světové válce nastala poslední etapa dolování v této lokalitě. V roce 1950 byla vyzmáhána štola Prokop v délce téměř 2 km a v roce 1953 bylo zahájeno zmáhání jámy Göppelschacht, přejmenované na Brokárnu. Jáma Brokárna byla po několika letech prohloubena až na konečnou hloubku 272 metrů. Těžba byla definitivně ukončena 28. února 1966.

## Dostupnost

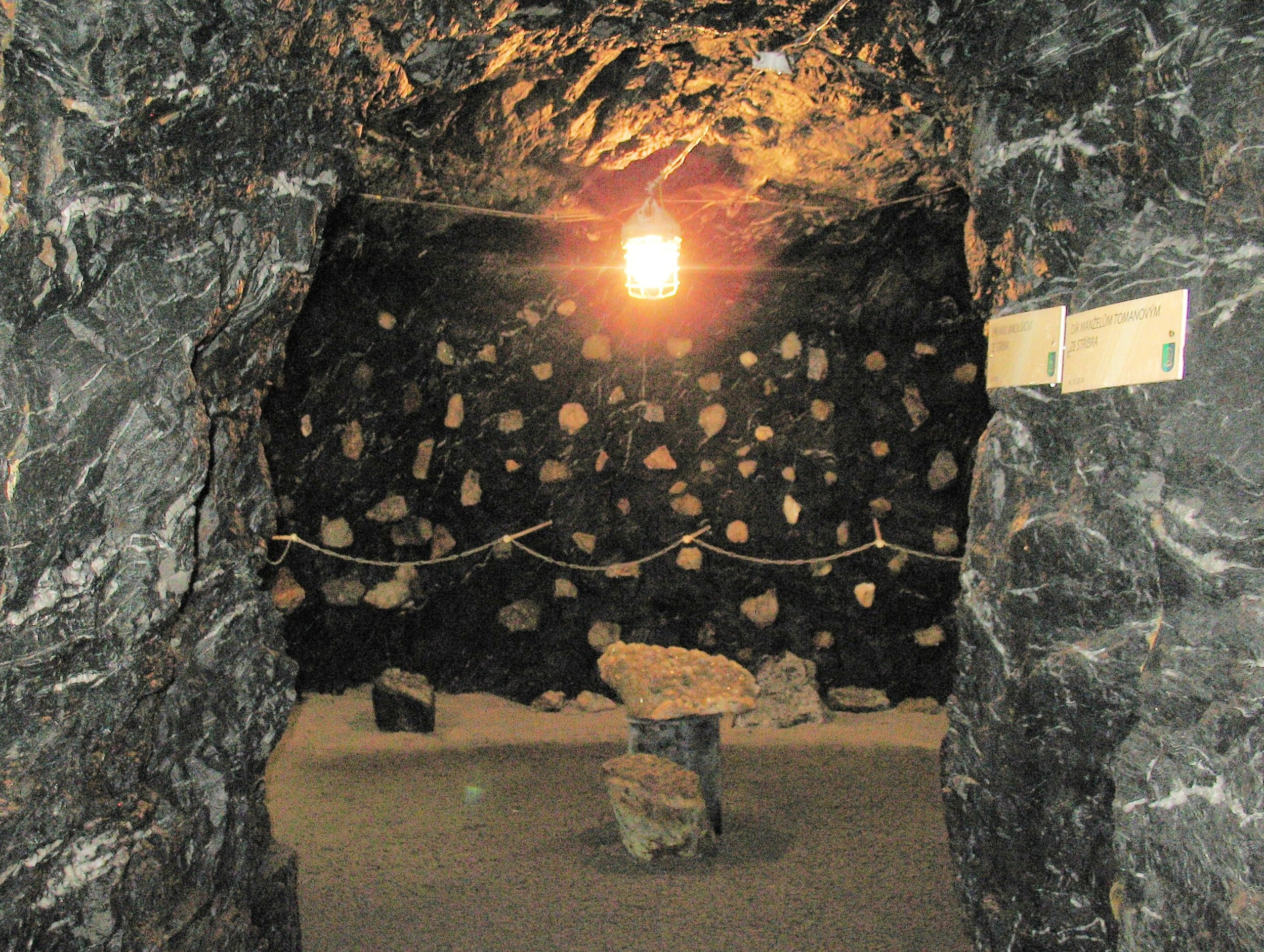
Podzemní sál s expozicí minerálů

Prohlídky štoly se konají o sobotách v době od 9 do 12 hodin v období od začátku května do konce září, v letní sezóně od 15. června do konce srpna též ve středu od 13 do 17 hodin. Mimo sezónu je umožněna návštěva jen skupinám na základě telefonické objednávky. Prohlídková trasa měří 700 metrů a prohlídka trvá 1,5 hodiny. V roce 2013 štolu Prokop navštívilo cca 5000 osob.
Hornický skanzen a štola Prokop leží na trase naučné stezky Historie hornictví na Stříbrsku. Od železniční stanice Stříbro je štola vzdálena cca 2 km, od Masarykova náměstí, kde je zastávka místních autobusů, činí vzdálenost po červeně a žlutě značené turistické cestě necelých 400 metrů.